# Clethra alnifolia
Espèce
Clethra alnifolia L., Le Cléthra à feuilles d'Aulne, est une espèce de plantes à fleurs de la famille des Cléthracées.

## Description
Clethra alnifolia  est un arbrisseau touffu ornemental qui atteint 2 à 3 mètres de hauteur. Les jeunes pousses duveteuses portent des feuilles simples, alternes, dentées, glabres sur les deux faces ou pubescentes dessous (var. tomentosa), mesurent 4 à 10 cm de long. Les fleurs apparaissent  de juillet à septembre sous forme de longs épis dressés de 5 à 15 cm composés de fleurs blanches parfumées, de moins d'un centimètre, quelquefois rosées, comportant cinq sépales, cinq pétales, dix étamines, un style et trois stigmates. Le fruit est une petite capsule globuleuse conservant des traces du style. Il reste visible en hiver. Les fleurs odorantes et les feuilles virant au rouge en automne en font une plante ornementale appréciée dans les jardins.

## Répartition
Cette espèce fréquente une large bande le long de la côte est de l'Amérique du Nord, allant du Texas au sud du Canada. Elle apprécie les milieux humides, où elle peut former des taillis denses.

## Variété
La variété tomentosa a été autrefois considérée comme une espèce (C.tomentosa Lam.)

## Nomenclature
Le nom choisi par Linné vient de celui de l'aulne (en grec « klethra »), en raison d'une ressemblance des feuilles de Clethra alnifolia avec celles de ce dernier. L'espèce est appelée « Sweet pepperbush » par les américains.